# Трансгендерність
Трансгендерність — збірний термін на позначення явищ незбігу гендерної ідентичності або гендерного вираження із біологічною статтю; чи розбіжності соціальної статі (гендеру) та біологічної статі людини. Трансгендерність не залежить від сексуальної орієнтації; трансгендерні люди можуть ідентифікувати себе як гетеросексуальними, гомосексуальними, бісексуальними тощо. Відповідно до міжнародної класифікації хвороб 11 перегляду, трансгендерність була перенесена з психічних розладів до «Гендерна невідповідність — стани, пов'язані зі статевим здоров'ям».

## Класифікація
Під визначення «трансгендер» (іноді скор. «транс») потрапляють:
- Транссексуали — люди, які стійко ідентифікують себе зі статтю, протилежною біологічній, і прагнуть привести свою біологічну і стать свідоцтва у відповідність зі своєю гендерною ідентичністю (самовідчуттям);
- Трансвестити[2] (Cross-dressers[9]) — грають роль протилежної статі (через носіння одягу, яку суспільні норми та умовності його оточення приписують протилежній статі);
- Гендерквіри — люди, які відмовляються від бінарного розуміння гендерної ідентичності (збірний термін);
- Андрогіни — люди з однаково вираженими як чоловічими, так і жіночими якостями та ознаками;
- Бігендери[10] — люди, які ідентифікують себе як одразу два гендери (не обов'язково лише як чоловік та жінка);
- Агендери[2] — люди, у яких відсутня приналежність до будь-якого гендеру[11].

Окремою групою є «інтерсексуали», яку інколи відносять до трансгендерних людей, щодо яких також застосовувався термін гермафродити — люди, які мають статеві ознаки, що не можуть бути чітко визначені як чоловічі або жіночі. Інтерсекс особи в переважній більшості сприймають себе чоловіками та жінками, не зараховуючись як трансгендерні люди.